# Lindsay (Oklahoma)
Lindsay – miasto w Stanach Zjednoczonych, w stanie Oklahoma, w hrabstwie Garvin.